# Финансовый центр Чжунчжоу-Холдингс
Финансовый центр Чжунчжоу-Холдингс (Zhongzhou Holdings Financial Center, 中洲控股中心, ранее был известен как SCC Centre и Heung Kong Tower) — супервысокий небоскрёб, расположенный в китайском городе Шэньчжэнь, в деловом районе Наньшань. По состоянию на 2019 году являлся 12-м по высоте зданием города (301 м) и 82-м зданием Китая. 
Имеет 61 наземный и 3 подземных этажа, многоцелевой подиум, 45 лифтов и свыше 1,2 тыс. парковочных мест. Основное пространство занимают офисы различных компаний, в верхней части небоскрёба расположен пятизвёздочный Shenzhen Marriott Hotel Nanshan на 340 номеров, которым управляет американская сеть Marriott International. Проект небоскрёба разработала чикагская архитектурная фирма Adrian Smith + Gordon Gill Architecture.
Рядом с главной башней комплекса расположены 34-этажная жилая башня высотой 157 метров и торговый центр Haiya Mega Mall с супермаркетом, магазинами и ресторанами. 

## Галерея

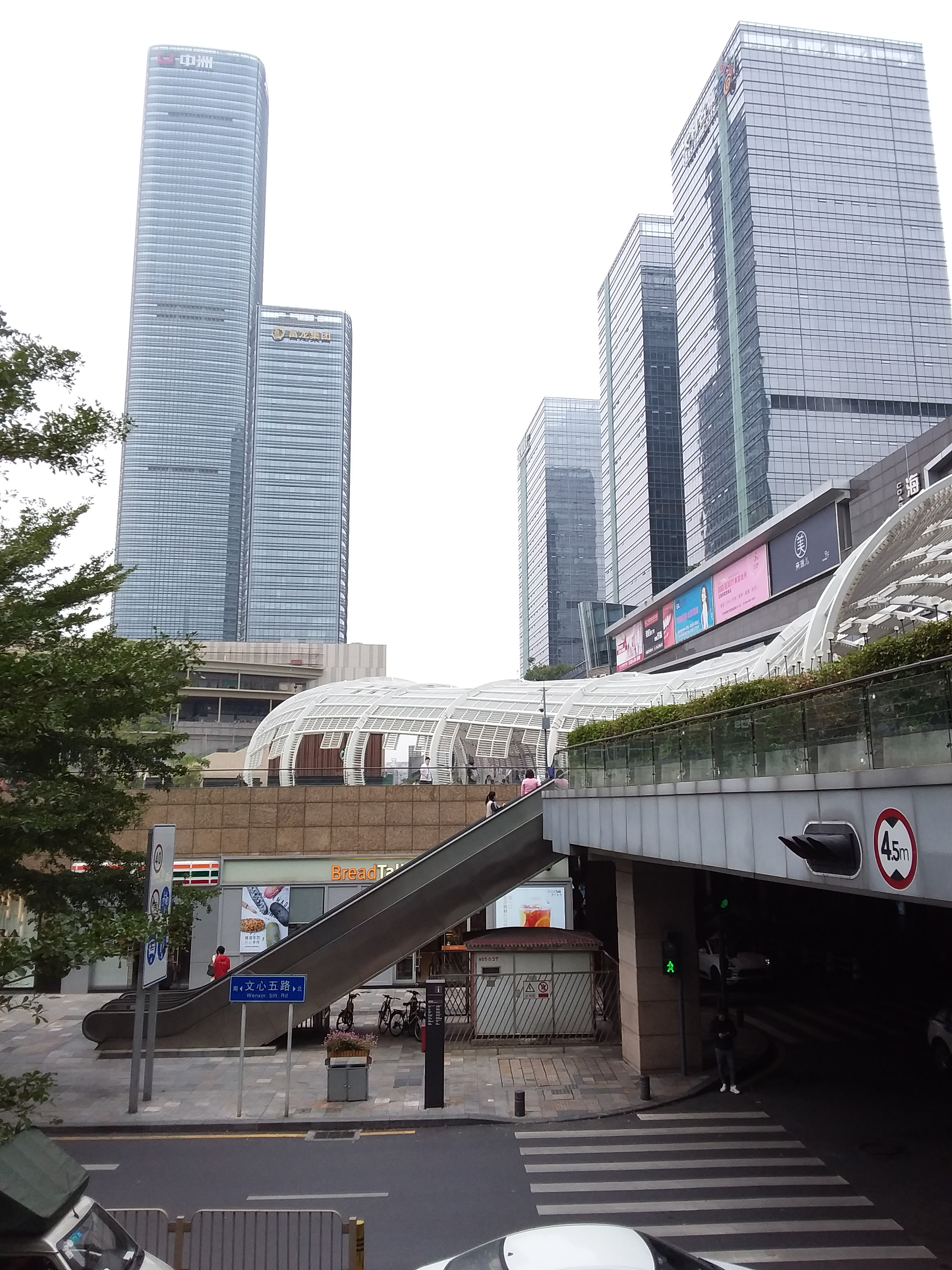
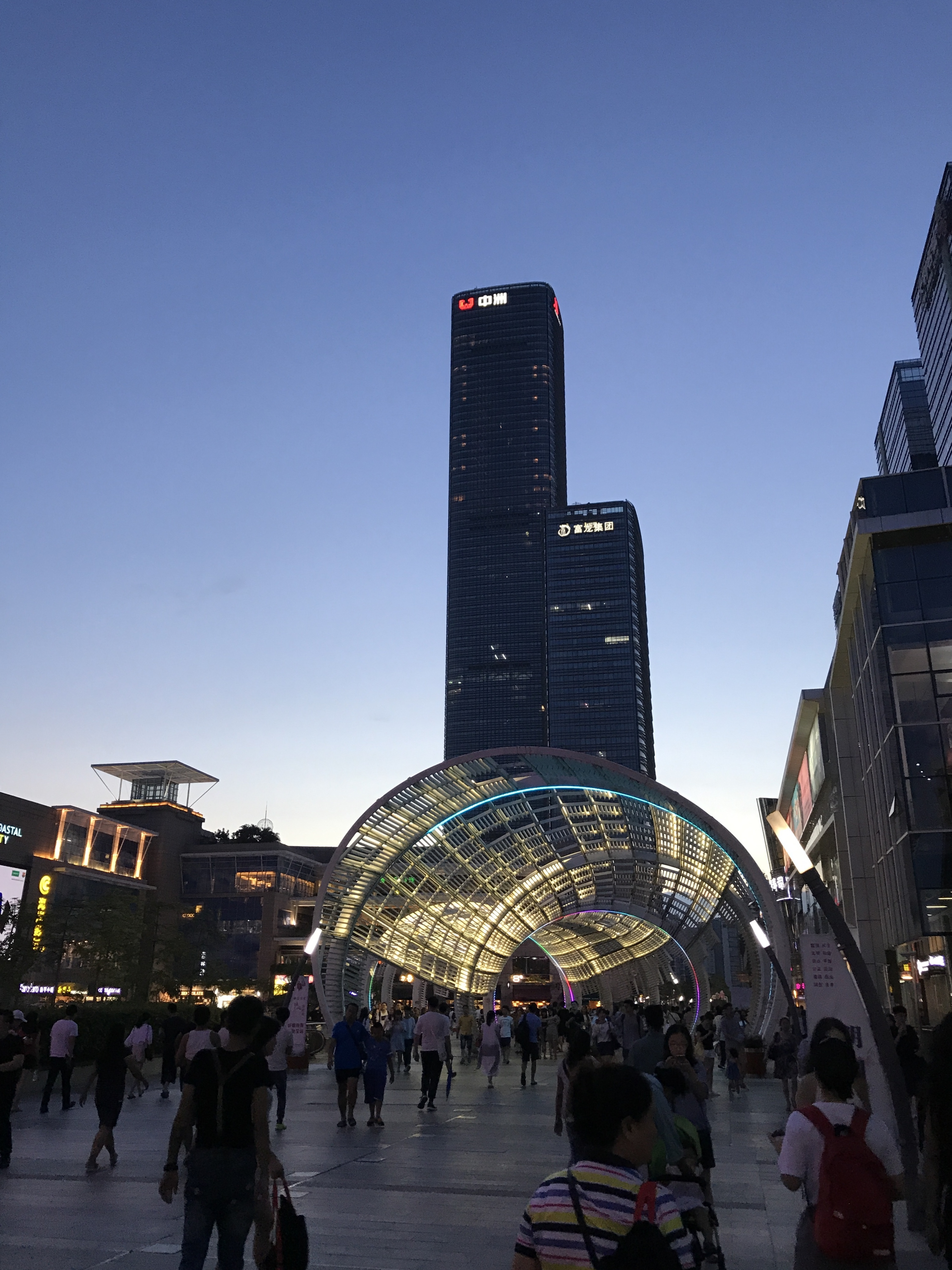
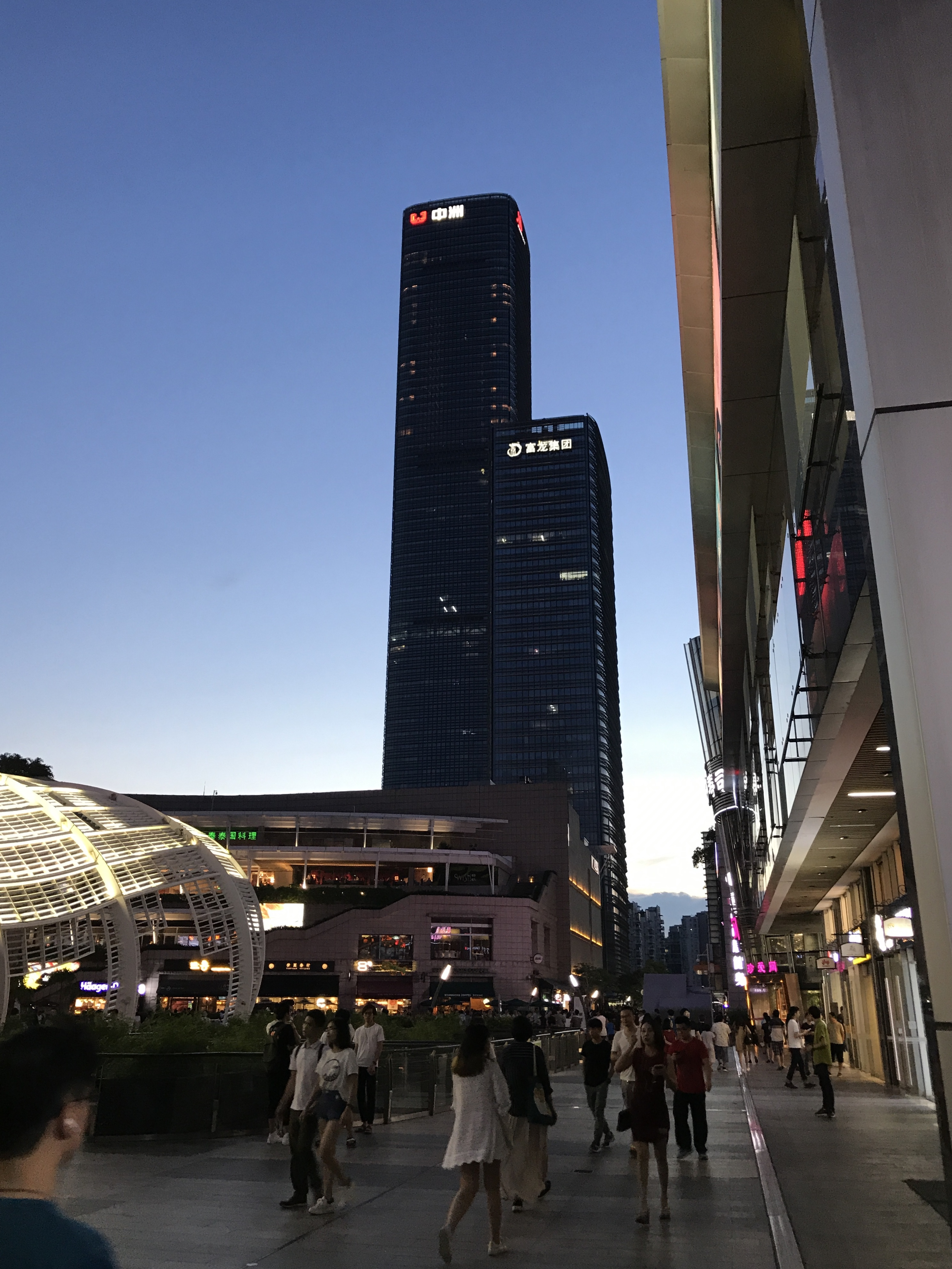
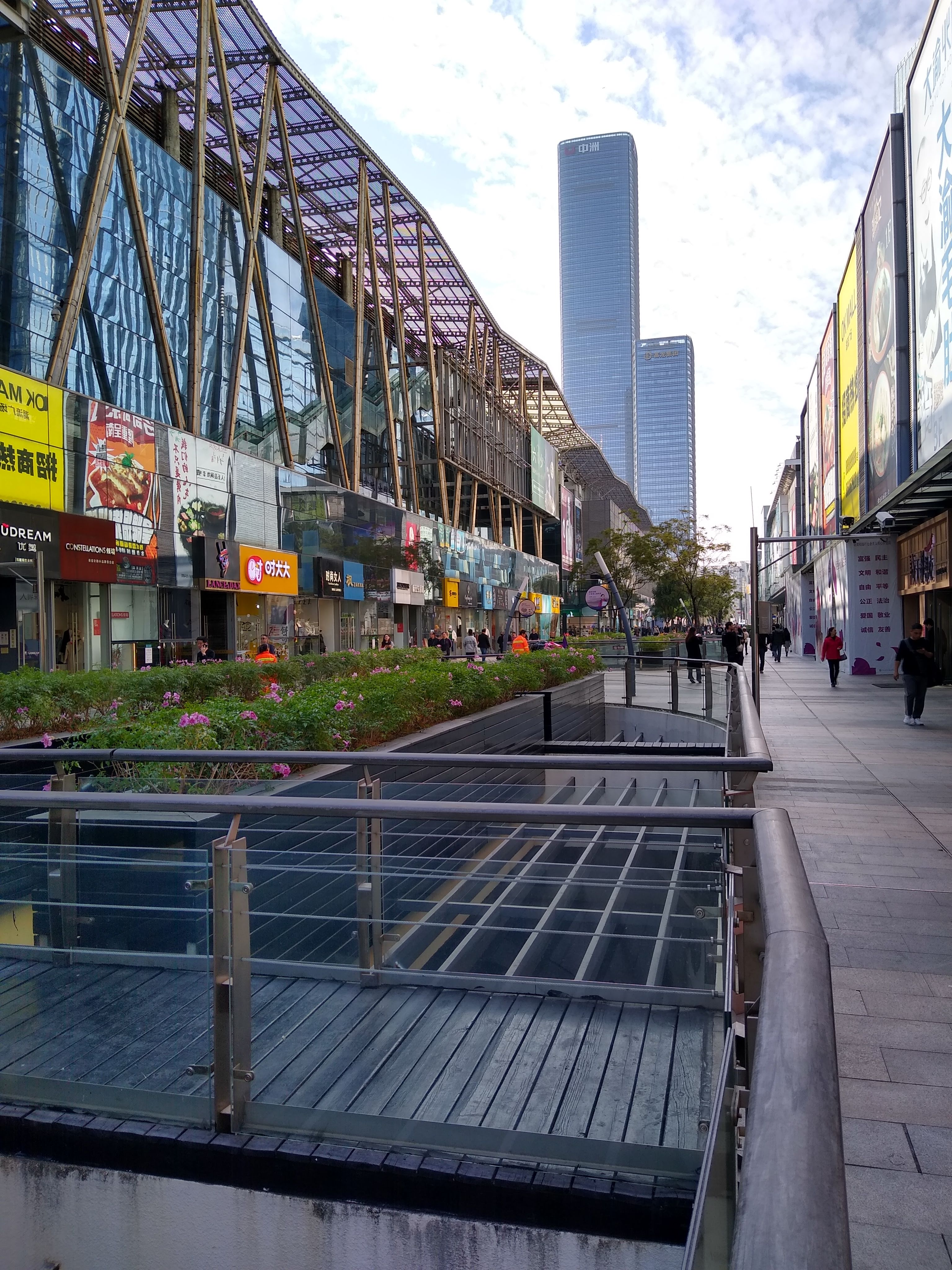

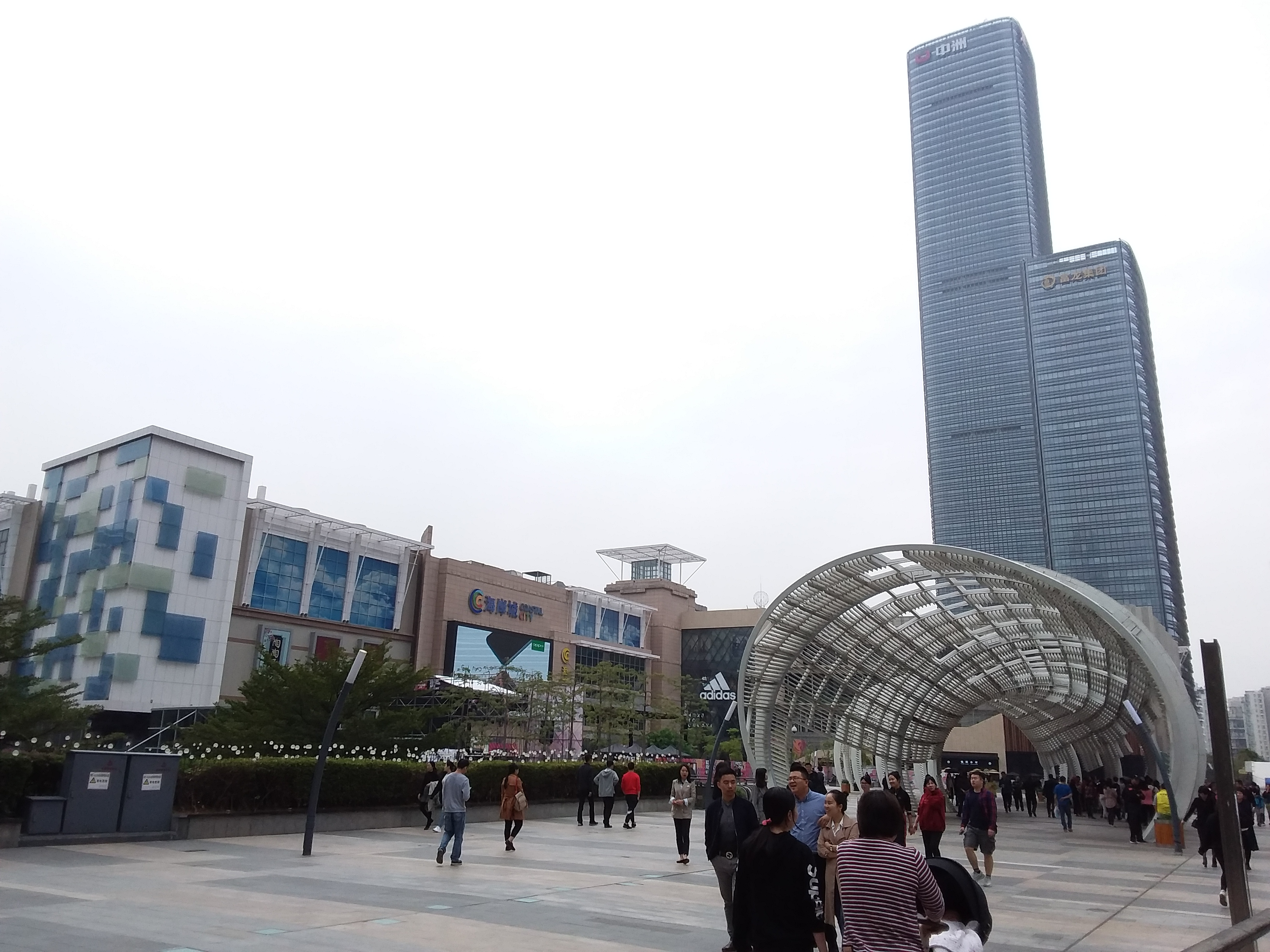
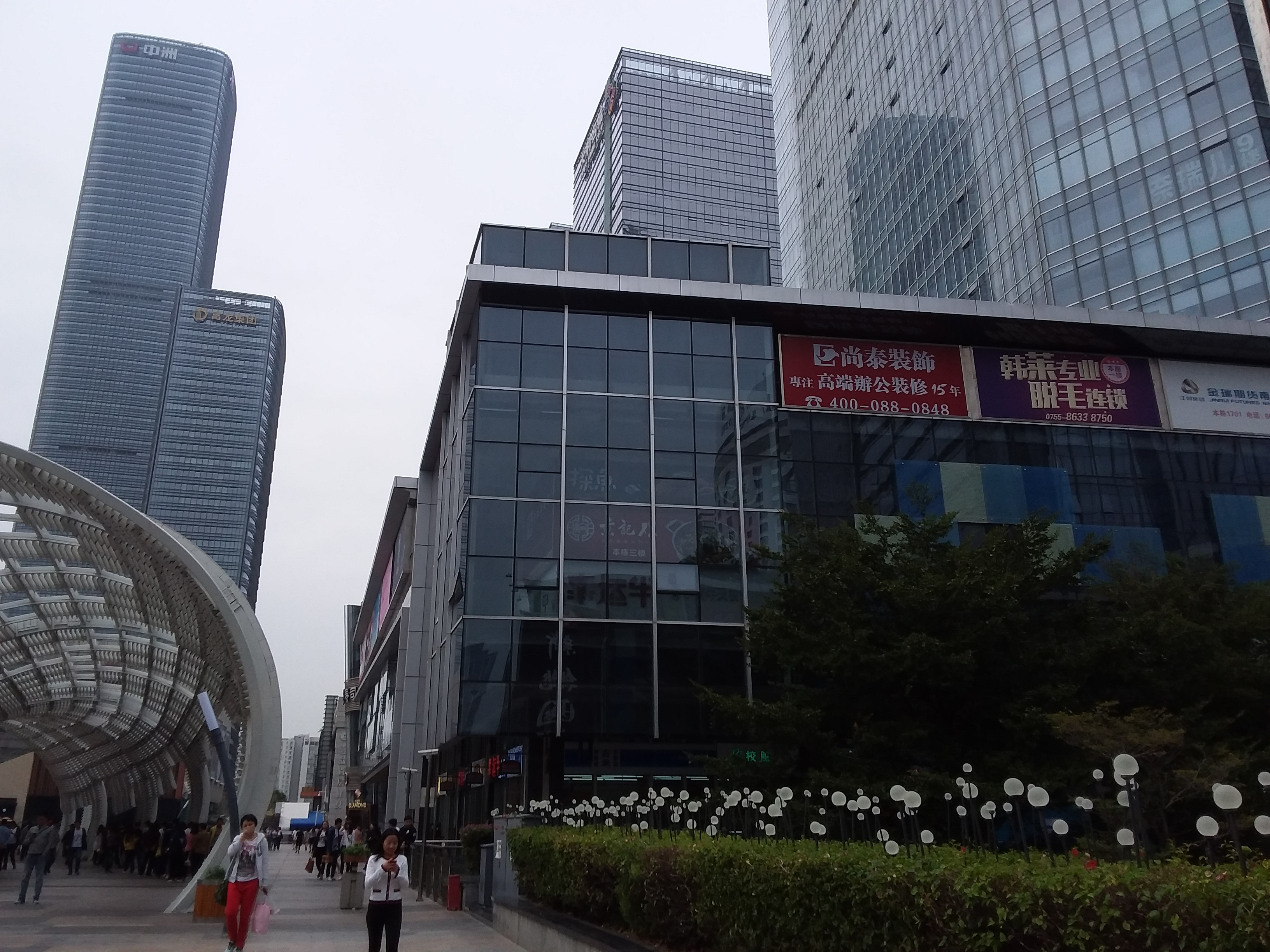
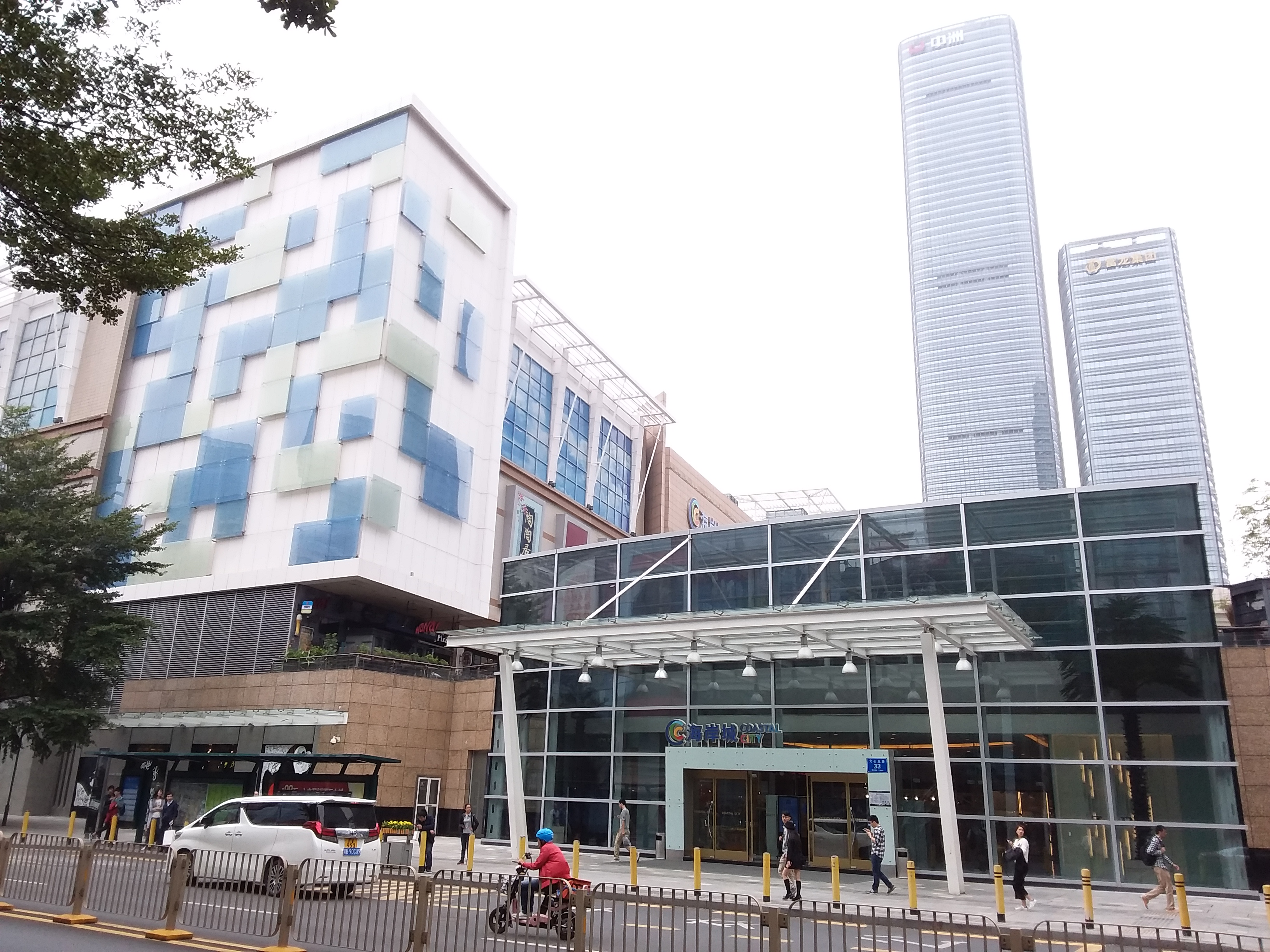
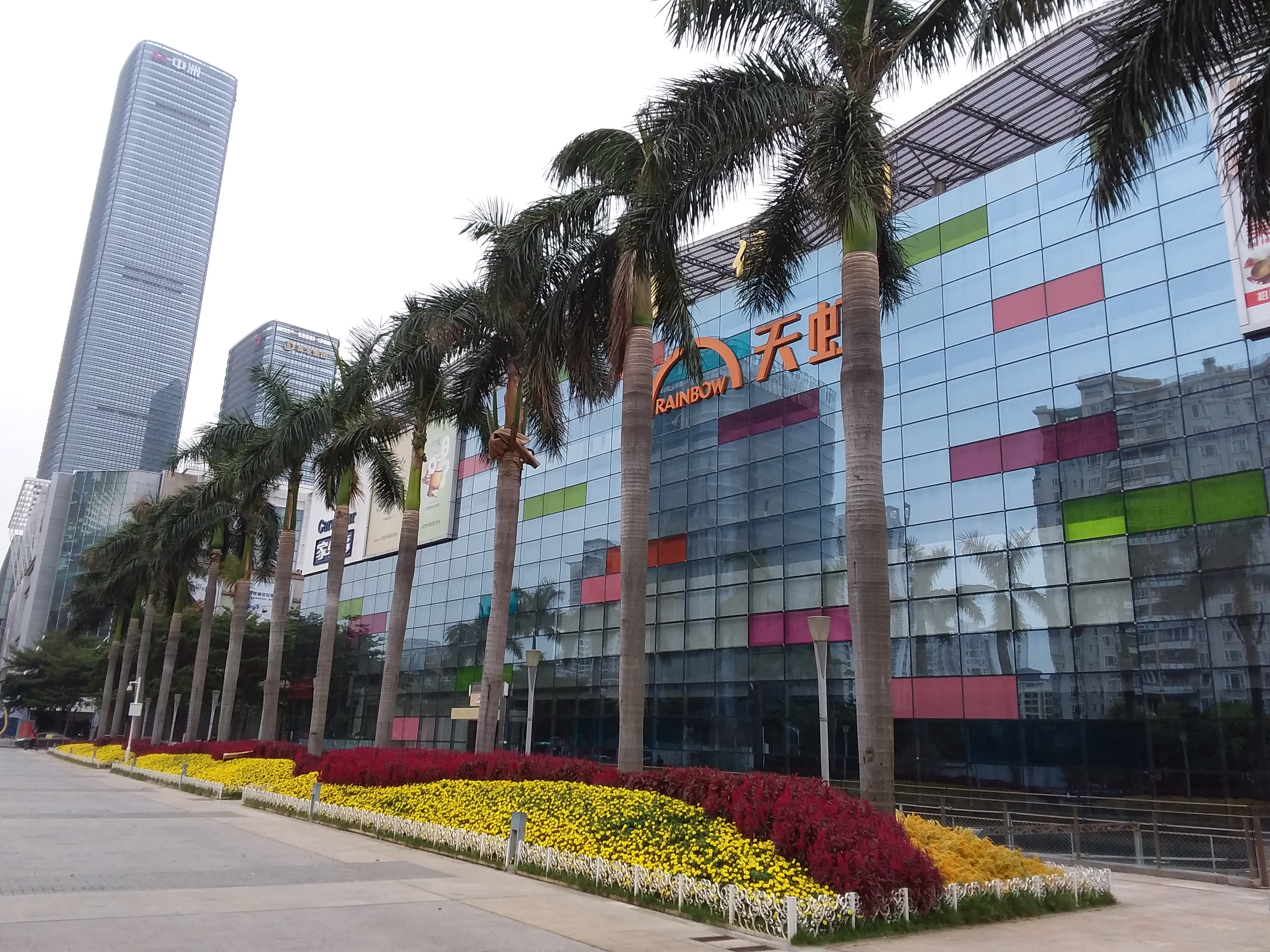